# Othmar Reiner
Othmar Reiner (* 3. April 1542 in St. Gallen; † 18. Mai 1613 ebenda) war ein Bürgermeister von St. Gallen (Schweiz). 

## Leben
Othmar Reiner war der Sohn des Hans Reiner, Zunftmeister der Metzger und Unterbürgermeister, und dessen Ehefrau Magdalena Schirmer. Er hatte zwei Brüder:
- Melchior Reiner, Bürgermeister von Kaschau in Ungarn; dieser erhielt für seine Dienste 1589 einen Adelsbrief von Kaiser Rudolf II. und einen weiteren Adelsbrief 1616 von Kaiser Matthias
- Caspar Reiner (1554–1620), Bürgermeister von Kassel in Hessen

Er war Mitglied der Metzgerzunft und 1577 Elfer sowie 1578 Zunftmeister.
Von 1584 bis 1587 war er Unterbürgermeister und von 1588 bis 1613 im Wechsel mit Heinrich Keller, Konrad Friederich und Joachim Reutlinger im Dreijahresturnus Amtsbürgermeister, Altbürgermeister und Reichsvogt.
Othmar Reiner war in erster Ehe mit Ursula, Tochter des Hans Hauptlin, Elfer und Ratsherr, und in zweiter Ehe mit Ester Schlumpf, Tochter des Caspar Schlumpf, Elfer, verheiratet.